# Kordoba

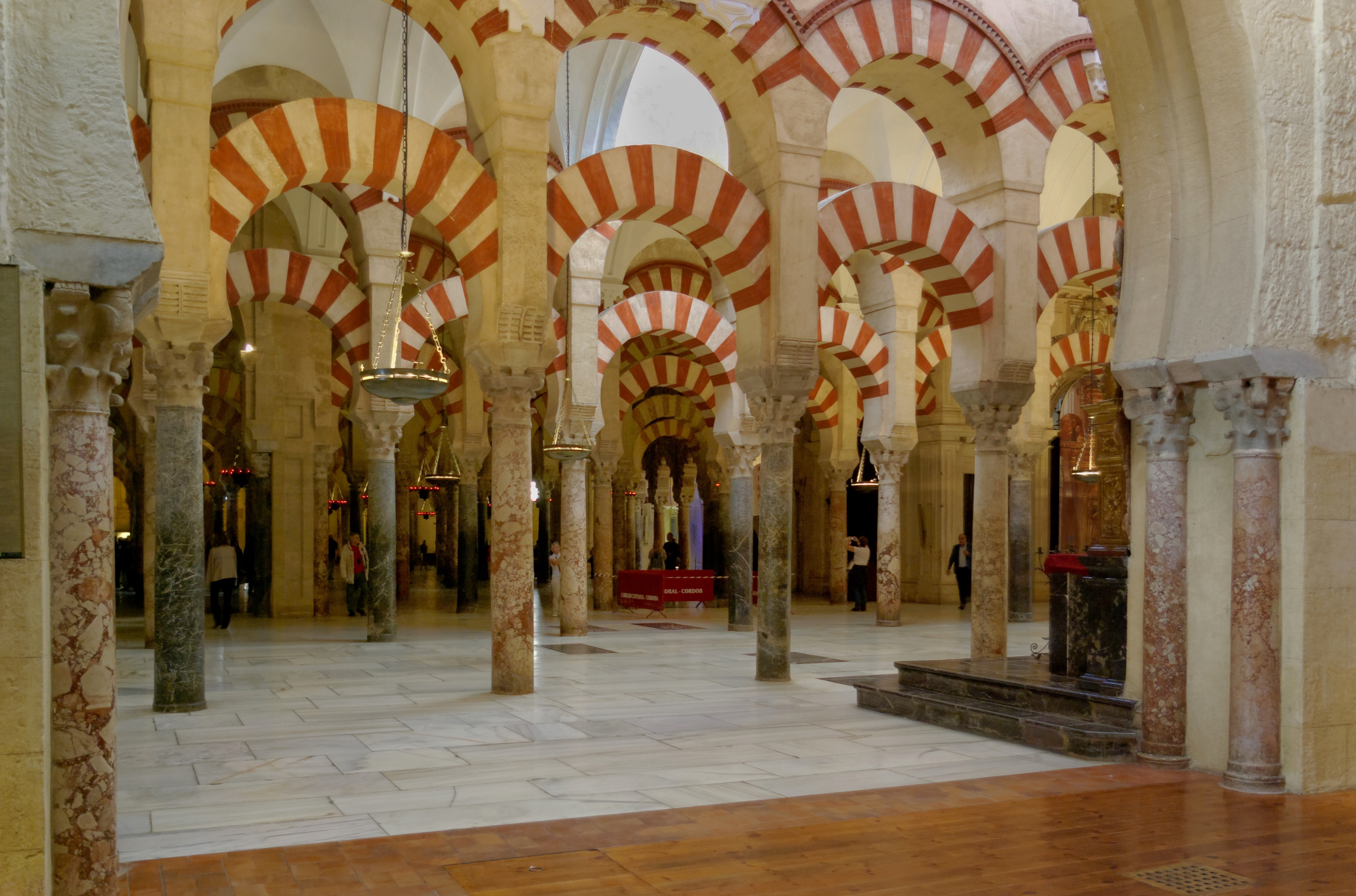
Wnętrze Mezquity

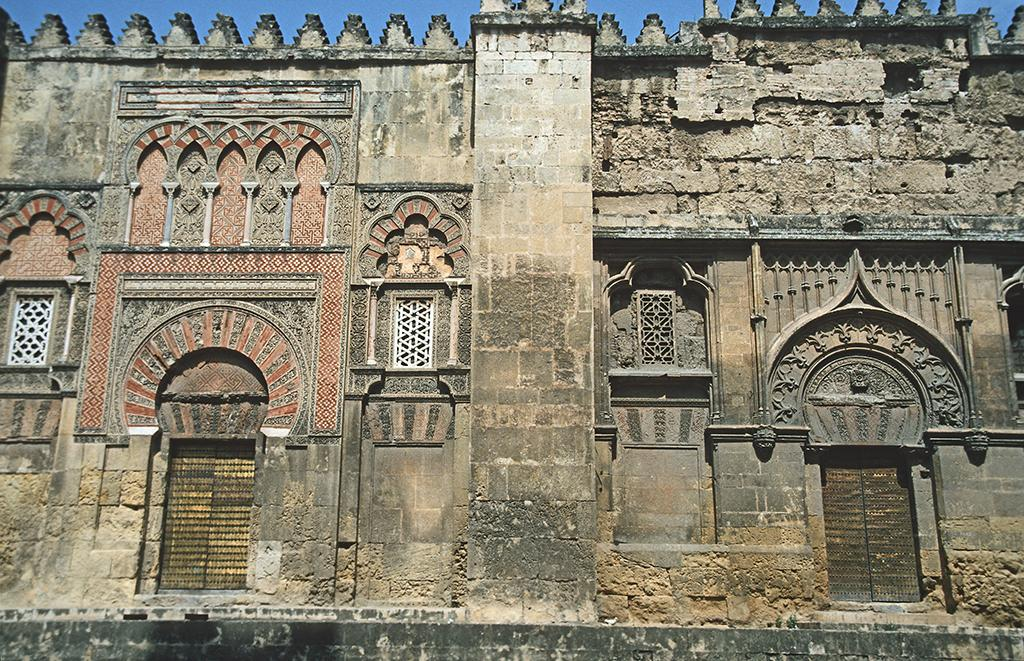
Fasada Mezquity

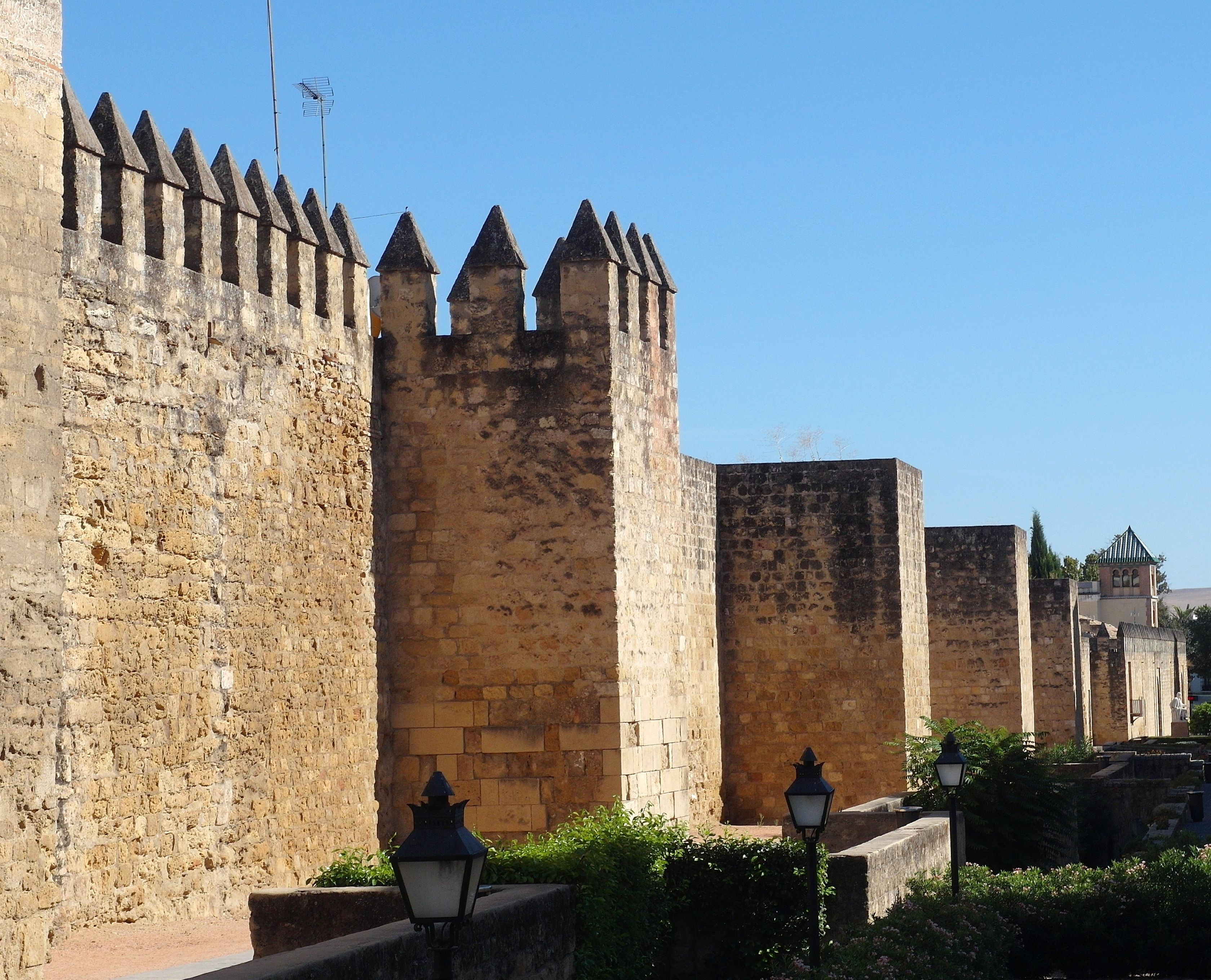
Mury obronne Kordoby

Kordoba lub Kordowa (hiszp. Córdoba) – miasto w południowej Hiszpanii, nad rzeką Gwadalkiwir, stolica prowincji Kordoba, w regionie Andaluzja. Ośrodek przemysłowy, naukowy oraz turystyczny o znaczeniu światowym.
W mieście znajduje się stacja kolejowa Córdoba.
W mieście rozwinął się przemysł spożywczy, metalowy, chemiczny, ceramiczny oraz hutniczy.

## Historia
- Pierwotnie osada iberyjska.
- W III w. p.n.e. pod panowaniem kartagińskim.
- Od ok. 200 r. p.n.e. kolonia rzymska, stolica prowincji Hispania Ulterior.
- Za czasów Oktawiana Augusta jako Corduba była stolicą prowincji Betyka. Urodzili się tutaj wielcy rzymscy poeci i filozofowie – Lukan, Seneka Starszy i Młodszy.
- Od 544 r. n.e. pod panowaniem Bizancjum.
- W 572 r. zdobyta przez Wizygotów, siedziba biskupstwa.
- W 711 r. zdobyta przez Arabów.
- Od 719 r. siedziba arabskich gubernatorów.
- Od 756 r. stolica niezależnego emiratu utworzonego przez Abd ar-Rahmana I, ostatniego potomka Omajjadów, który uciekł w czasie przewrotu z Bagdadu. Za jego panowania i jego następców z dynastii Omajjadów rozpoczął się okres intensywnego budownictwa i wielkiego rozkwitu miasta.
- W 929 r. Abd ar-Rahman III ogłosił Al-Andalus (mauretańską Hiszpanię) osobnym kalifatem, niezależnym od Bagdadu (Kalifat Kordoby). Za jego czasów Kordoba była największym miastem w basenie Morza Śródziemnego, ważnym ośrodkiem nauki, kultury i sztuki. Miasto liczyło od 150 tys. do 450 tys. mieszkańców, miało ponad 300 meczetów, 300 publicznych łaźni, 50 szpitali, 20 publicznych bibliotek, 80 szkół i 17 wyższych uczelni. Biblioteka Al-Hakama posiadała ok. 400 000 tomów. Okres ten charakteryzowało pokojowe współistnienie i wzajemna tolerancja trzech cywilizacji – islamu, chrześcijaństwa i judaizmu.
- Czas świetności Kordoby trwał do śmierci Al-Mansura w 1002 r., później nastąpił okres walk o władzę i powolny upadek metropolii a w 1031 r. rozpad kalifatu Kordoby. Kordoba została stolicą jednego z 30 niewielkich państw zwanych taifas, z których największymi były Sewilla i Saragossa.
- W XII w. władza przypadła dogmatycznym Almohadom, czasy tolerancji zakończyły się. Rozpoczęły się prześladowania, których ofiarą padli dwaj wielcy synowie Kordoby: Awerroes (1126–1198), arabski filozof i komentator dzieł Arystotelesa oraz Majmonides (1135–1204), żydowski teolog i filozof.
- W 1236 r. miasto zajęli chrześcijanie pod wodzą Ferdynanda III Kastylijskiego. Kordoba awansowała do rangi ośrodka handlu suknem i jedwabiem; jednak po okresie rozwoju gospodarczego, od końca XVI w. nastąpił zastój. Spowodowały go: wypędzenie ludności arabskiej i żydowskiej, epidemie i powstania.
- W 1808 r. zdobyta przez Francuzów w okresie wojen napoleońskich.
- W 1921 r. odbyła się pierwsza edycja corocznego święta dziedzińców; w 2012 roku tradycja została wpisana na listę reprezentatywną niematerialnego dziedzictwa kulturowego UNESCO
- Podczas hiszpańskiej wojny domowej 1936–1939 opanowana przez siły frankistowskie.
- Uprzemysłowienie miasta od lat pięćdziesiątych XX w.

## Zabytki
- Alkazar – zespół fortyfikacji z czasów panowania Umajjadów. Przebudowany przez Alfonsa XI w latach 1327–1328, a później wzbogacony o ogrody i łaźnie. Siedziba Izabeli Kastylijskiej i Ferdynanda Aragońskiego i sądu inkwizycyjnego w czasie wojny z Grenadą. Są tam piękne ogrody z sadzawkami i fontannami oraz rzymskie mozaiki i sarkofag z III w.
- Mezquita – przebudowany na katedrę meczet, jedno z najwspanialszych dzieł architektury islamu. Zajmuje teren o wymiarach 179x128 metrów otoczony murem z wieżą-dzwonnicą (dawnym minaretem, na którym wzorowano się w krajach islamskich). Budowany od 785 do końca X wieku na fundamentach świątyni rzymskiej i na murach istniejącej wówczas bazyliki Wizygotów. Po zdobyciu Kordoby przez chrześcijan, na środku sali modłów meczetu zbudowano w XVI wieku katedrę. Kiedy w 1526 r. przybył tutaj cesarz Karol V, był wstrząśnięty tym widokiem i podobno powiedział: „zniszczyliście coś, co było jedyne w swoim rodzaju i postawiliście coś, co można zobaczyć wszędzie”. Wnętrze o wysokości 11,50 metrów, z 850 kolumnami połączonymi podkowiastymi łukami robi wrażenie labiryntu.
- Pałace z XV i XVI w.: Casa de los Villalones, Casa del Indiano, Palacio de los Paez de Castillejo, Palacio Museo de Viana.
- Kościół Santa Marina – najstarszy zachowany kościół w Kordobie, którego budowa została rozpoczęta w 1236 roku, przebudowany w XVIII wieku. Na zewnątrz surowa, masywna budowla z rozetą na frontowej ścianie. Wewnątrz XV wieczna kaplica Capilla de los Orozcos z wystrojem w stylu mudejar.
- Kościół Iglesia del Carmen – XVI-wieczny budynek wchodzący w skład klasztoru Karmelitanek bosych. W kościele znajduje się jedno z najważniejszych dzieł Juana de Valdésa Leala – retabulum z 12 obrazami poświęconymi biblijnemu prorokowi Eliaszowi.
- Inne kościoły: La Compañia z XVI w., Trinidad z XVII w., szpital de Agudsos z XVIII w. z gotycką kaplicą, Santa María de la Asunción z XVIII w. – arcydzieło hiszpańskiego baroku.
- Synagoga z XIV w.
- Medina Azahara – w pobliżu Kordoby (8 km) pozostałości pałacu Omajjadów. W latach 936-76 wznoszono potężne miasto-pałac na obszarze o wymiarach 750x1500 metrów, którego budowa pochłonęła olbrzymie sumy. Władca Abd-ar-Rahman III polecił sprowadzić ponad 4300 kolumn, w tym 140 z Konstantynopola. Jego świetność trwała krótko, na początku XI w. oddziały Berberów zamieniły pałac w rumowisko, służące później za kamieniołom.
- Puente Romano – 16 łukowy most nad Gwadalkiwirem, zbudowany za czasów Augusta, wielokrotnie przebudowywany.
- Torre de la Calahorra – na resztkach arabskiej budowli Alfons XI w XIV w. wzniósł twierdzę, później umacnianą.
- Brama Mostowa w Kordobie

## Klimat
| Miesiąc | Sty  | Lut  | Mar  | Kwi  | Maj  | Cze  | Lip  | Sie  | Wrz  | Paź  | Lis  | Gru  | Roczna |
| --- | ---- | ---- | ---- | ---- | ---- | ---- | ---- | ---- | ---- | ---- | ---- | ---- | ------ |
| Średnie temperatury w dzień [°C]                                                                                  | 14.9 | 17.4 | 21.3 | 22.8 | 27.4 | 32.8 | 36.9 | 36.5 | 31.6 | 25.1 | 19.1 | 15.3 | 25,1   |
| Średnie dobowe temperatury [°C]                                                                                   | 9.3  | 11.1 | 14.4 | 16.0 | 20.0 | 24.7 | 28.0 | 28.0 | 24.2 | 19.1 | 13.5 | 10.4 | 18,2   |
| Średnie temperatury w nocy [°C]                                                                                   | 3.6  | 4.9  | 7.4  | 9.3  | 12.6 | 16.5 | 19.0 | 19.4 | 16.9 | 13.0 | 7.8  | 5.5  | 11,4   |
| Opady [mm] | 66   | 55   | 49   | 55   | 40   | 13   | 2    | 5    | 35   | 86   | 80   | 111  | 605    |
| Średnia liczba dni z opadami                                                                                      | 7.2  | 6.1  | 4.9  | 6.7  | 4.9  | 1.4  | 0.4  | 0.6  | 3.2  | 6.9  | 5.9  | 8.1  | 56,6   |
| Wilgotność [%] | 76   | 71   | 64   | 60   | 55   | 48   | 41   | 43   | 52   | 66   | 73   | 79   | 60     |
| Średnie usłonecznienie [h]                                                                                        | 174  | 186  | 218  | 235  | 288  | 323  | 363  | 336  | 248  | 204  | 180  | 148  | 2905   |
| Źródło: Agencia Estatal de Meteorología (liczba dni z opadami dla wartości 1 mm, wysokość 90 m n.p.m., 1981-2010) |      |      |      |      |      |      |      |      |      |      |      |      |        |

## Znani ludzie związani z Kordobą
- Rafael Romero Barros
- Lukan
- Seneka Starszy
- Seneka Młodszy
- Awerroes
- Majmonides
- Luis de Góngora y Argote
- Manolete
- Antonio Aranda Lomeña
- Julio Romero de Torres
- Wallada bint al-Mustakfi

## Współpraca
Miejscowości partnerskie:
- Adana, Turcja
- As-Samara, Sahara Zachodnia
- Betlejem, Palestyna
- Bourg-en-Bresse, Francja
- Buchara, Uzbekistan
- Córdoba, Argentyna
- Córdoba, Meksyk
- Damaszek, Syria
- Fez, Maroko
- Hawana, Kuba
- Kairuan, Tunezja
- Lahaur, Pakistan
- La Louvière, Belgia
- Manchester, Wielka Brytania
- Saint-Denis, Francja
- São Paulo, Brazylia